# Ефейкин, Аким Кузьмич
Аки́м Кузьми́ч Ефе́йкин (11 сентября 1902—8 января 1974) — советский ботаник, доктор биологических наук (1957), профессор (1958).

## Биография
Окончил Аликовскую среднюю школу.
В 1929 году — выпускник естественно-агрономического факультета Восточного педагогического института в Казани. В 1934 окончил аспирантуру в Ленинградском государственном университете (специальность «Генетика растений»). В 1939 году он защитил диссертацию на соискание степени кандидата биологических наук.
В течение 40 лет (1934—1974) был заведующим кафедрой ботаники Чувашского сельскохозяйственного института.
Член Всесоюзного ботанического общества с 1953 года. 
Область научных интересов — онтогенез растений, борьба с водной эрозией почвы и с сорной растительностью. По его инициативе были проведены мероприятия по предотвращению эрозии почв в Чувашии.
В 1955 году подписал «Письмо трёхсот» в ЦК КПСС, ставшее впоследствии причиной отставки Т. Д. Лысенко с поста президента ВАСХНИЛ. В то время был кандидатом в члены КПСС.
В 1956 году защитил докторскую диссертацию на тему на тему «Онтогенез и меристема покрытосеменных растений» в Ботаническом институте им. В.Л. Комарова в Ленинграде.

## Семья
- Дочь — Адель Акимовна Ефейкина (22.4.1933, Петродворец — 8.8.1999, Чебоксары), художница.

## Награды
- Заслуженный деятель науки Чувашской АССР (1972).
- Орден Ленина,
- Орден Трудового Красного Знамени.

## Адреса
- 1957 — Чебоксары, пр. Сталина, 11, кв. 21[1]

### Рекомендуемые источники
- Чувашская АССР. Верховный Совет. Президиум. О присвоении Ефейкину А. К. почетного звания заслуженного деятеля науки Чувашской АССР : указ Президиума Верховного Совета Чувашской АССР от 19.10.1972 // Советская Чувашия. - 1972. - 20 октября (№ 247). - С. 1.
- Матвеев Н. Паллӑ ботаник тата педагог  // Хыпар. – 2002. – 17 авӑн. (на чувашском языке)
- Евдокимова В. П. Долг ученого — защищать научную истину при любых условиях  // Чувашский национальный музей. — 2003. — (2002). — С. 3.
- Ефимов Л. А. Ефейкин Аким Кузьмич // Аликовская энциклопедия = Элӗк энциклопедийӗ. – Чебоксары, 2009. – С. 203-204.
- Бахтеев Ф. Х. Аким Кузьмич Ефейкин. (Ботаник. 1902—1974. Некролог). // Ботан. журн., 1977, т. 62, No 2 С, с. 278—281. «Список опубликованных работ А. К. Ефейкина», с. 280—281 .